# Lorenzo Bianchetti
Bonifazio Bevilacqua Aldobrandini (Ferrara, 12 de setembro de 1545 - Roma, 12 de março de 1612) foi um cardeal do século XVII

## Biografia
Nasceu em Bolonha em 12 de setembro de 1545. Patrício de Bolonha. Filho de Cesare Bianchetti e Maddalena Castelli. Seu irmão Lodovico Bianchetti foi mestre de câmara do Papa Gregório XIII.
Estudou na Universidade de Bolonha, onde se doutorou em direito em 30 de agosto de 1567.
Relator da Sagrada Consulta . Auditor da Sagrada Rota Romana, 23 de julho de 1572, por vinte e cinco anos. Referendário dos Tribunais da Assinatura Apostólica da Justiça e da Graça. Acompanhou o cardeal Ippolito Aldobrandini em sua legação a Cracóvia, em maio de 1585. Acompanhou o cardeal Enrico Caetani em sua legação à França, em outubro de 1589.
Criado cardeal sacerdote no consistório de 5 de junho de 1596; recebeu o chapéu vermelho em 8 de junho de 1596; e o título de S. Lorenzo em Panisperna, 21 de junho de 1596. Participou do conclave de março de 1605, que elegeu o Papa Leão XI. Participou do conclave de maio de 1605, que elegeu o Papa Paulo V.
Morreu em Roma em 12 de março de 1612. Sepultado na igreja jesuíta de Gesù, Roma